# Metaconchoecia subinflata
Metaconchoecia subinflata är en kräftdjursart som först beskrevs av Gooday 1981.  Metaconchoecia subinflata ingår i släktet Metaconchoecia och familjen Halocyprididae. Inga underarter finns listade i Catalogue of Life.